# Barbara Bićanić
Barbara Bićanić (Zagreb) je hrvatska flautistica.
U rodnom Zagrebu stekla je osnovno i srednje glazbeno obrazovanje. Maturirala je na Glazbenoj školi Blagoje Bersa u klasi profesorice Vesne Hajdin. U šesnaestoj godini, nakon završene srednje glazbene škole, upisala se na Umjetničku akademiju Sveučilišta u Splitu, gdje je i diplomirala u klasi profesorice Ane Domančić Krstulović. 
Tijekom školovanja je osvojila dvije prve (1994. i 1996.), i jednu drugu nagradu (1998. godine) na Državnom natjecanju HDGPP. 1999. godine je predstavljala Hrvatsku u finalnom krugu natjecanja Jeuness Musicales u Bukureštu. Dobitnica je Rektorove nagrade za akademsku godinu 2001./2002. i Nagrade akademije za najbolju diplomu 2003. godine. 
Na temelju odličnog uspjeha, dodijeljena joj je Stipendija Grada Zagreba za godinu 2000./2001., te Državna stipendija za treću i četvrtu godinu studija. Aktivno je sudjelovala na seminarima u zemlji i inozemstvu kod renomiranih profesora, kao što su Aurele Nicolet, Pierre-Yves Artaud, Peter Lukas Graf, Ricardo Ghiani, Michael Martin Kofler, i dr. Nakon završetka studija usavršavala se kod prof. Felixa Renggli. 
Predstavljala je splitsku akademiju na ECUME Exchanges Culturels en Mediterranee u Marseillesu 2000., te na istom festivalu održanom u Splitu 2003. Nastupala je kao solist uz Komorni orkestar UMAS i Simfonijski orkestar HNK Split. Održala je recitale širom Hrvatske i u Francuskoj (Marseilles). 
Cilj njezinog komornog i solističkog muziciranja je autentičnost glazbenog izraza i stilska dosljednost - napose u avangardnoj glazbi dvadesetog stoljeća. Kao član ansambla Trio del Sur želi produbiti svoje interpretativne mogućnosti i obogatiti stil sviranja.

## Također pogledajte
- Pedro Abreu - gitarist Tria del Sura.
- Oliver Đorđević - violončelist Tria del Sura.